# Chromonastiri

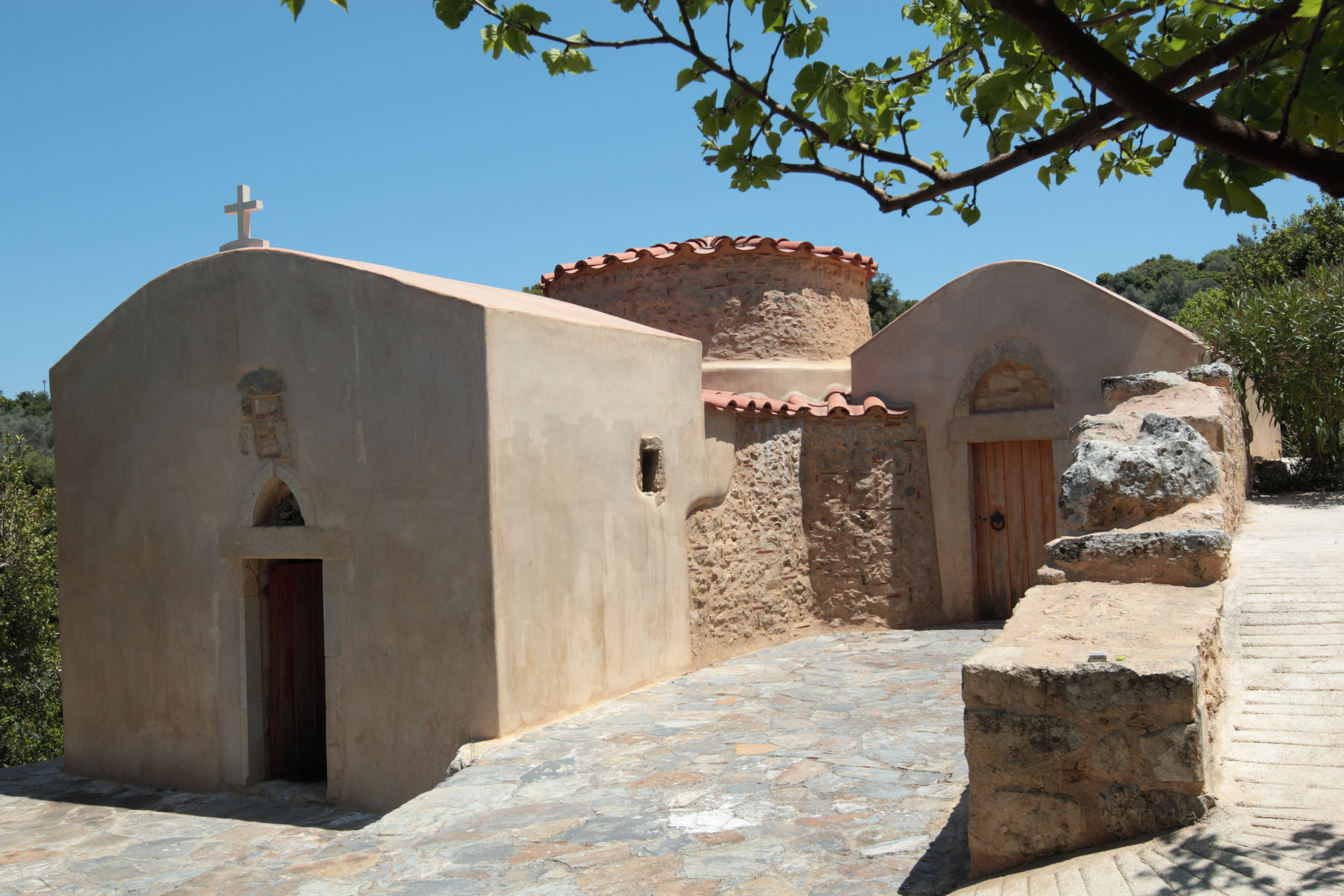
Chiesa di Panayía Kerá

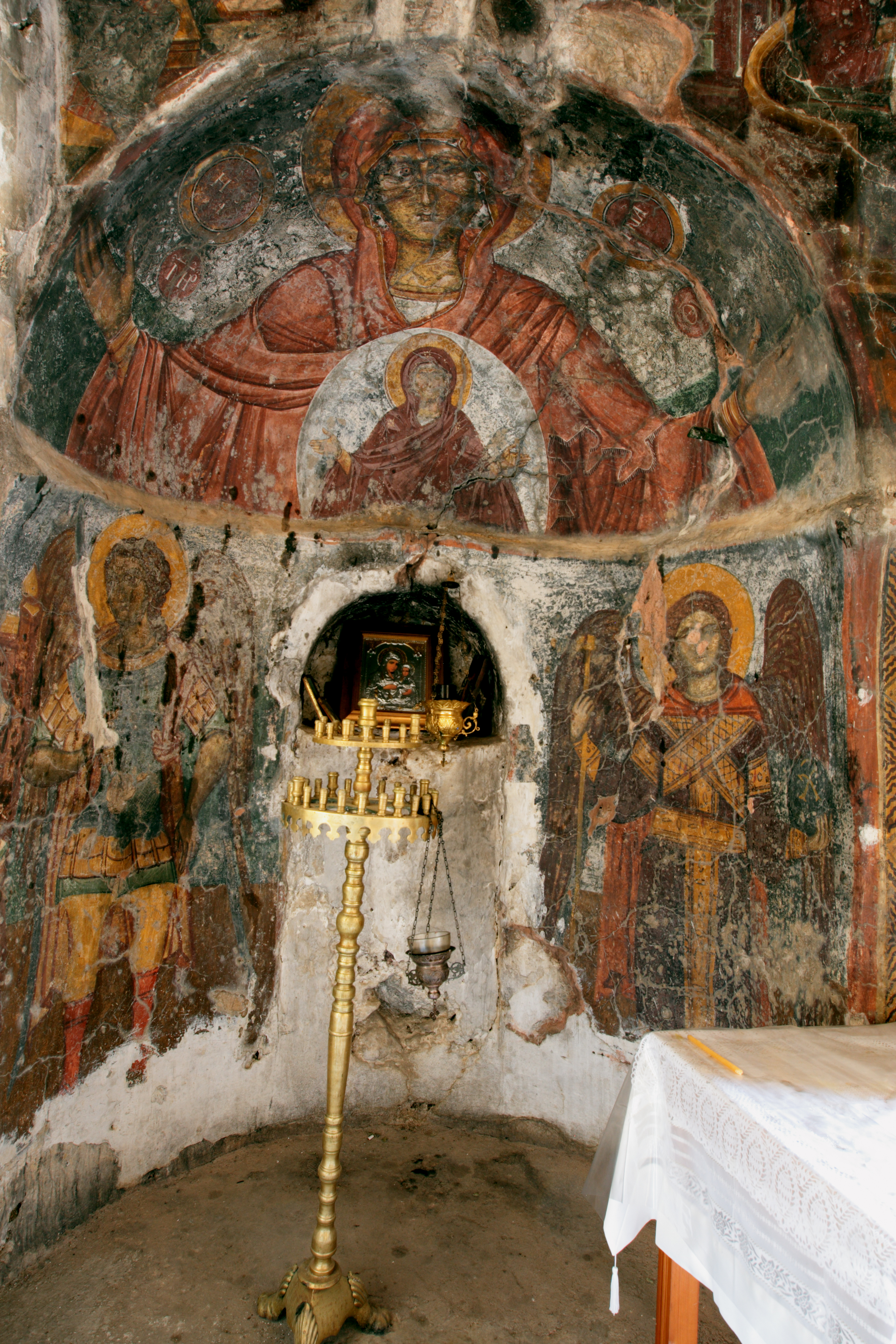
Affreschi della chiesa di Panayía Kerá

Chromonastiri è un villaggio di Creta (programma Kallikrates), nell'unità periferica di Retimo a 11 km da quest'ultima città, in stile veneziano (il villaggio ha più edifici che risalgono al periodo veneziano).
La comunità locale di Chromonastiri è costituita da quattro insediamenti: Chromonastiri, Prinedes (Πρινέδες), Kapediana (Καπεδιανά) e Myli (Μύλοι).

## Origine del nome
Il nome significa "colore e monastero", e probabilmente questo nome deriva dalla coesistenza del villaggio e il monastero di Panagia Kera (secondo periodo bizantino e veneziano). Il villaggio, costruito nell'XI-XIII secolo è caratterizzato come un villaggio tradizionale, come diversi edifici costruiti durante il periodo veneziano.

## Edifici importanti
A Chromonastiri esistono chiese importanti: la chiesa di Panagia Kera (XI secolo) con affreschi (XIV secolo). 
La chiesa di St Eftichios (ΧΙ secolo) con affreschi e la Villa Klodio un importante edificio veneziano. La villa fu la residenza estiva dei signori di Venezia di Rethymno, e attualmente è adibita a Μuseo Μilitare di Chromonastiri.